# Herdenkingskerk van de Heilige Alexis
De Herdenkingskerk van de Heilige Alexis (Duits: Gedächtniskirche des heiligen Metropoliten Alexi von Moskau, Russisch: Свято-Алексиевский храм-памятник Русской Славы) is een Russisch-orthodox kerkgebouw in Leipzig. De kerk werd gebouwd ter nagedachtenis aan de 22.000 Russische soldaten die in 1813 tijdens de Volkenslag bij Leipzig het leven lieten. 

## Voorgeschiedenis
Al sinds het midden van de 18e eeuw bestaat er in Leipzig een orthodoxe gemeenschap. Voor deze orthodoxe gemeenschap, die bestond uit voornamelijk Russische en Griekse gelovigen, stond een huiskerk ter beschikking. In het begin van de 20e eeuw gingen de gemeenschappen elk een eigen weg. De orthodoxe Russen wensten een eigen kerkelijk leven en in 1907 vormden zij een eigen parochie. Vervolgens zocht men naar een geschikt kerkgebouw. Met de ondersteuning van Russische diplomaten aan het Saksische hof werd al snel toestemming verkregen voor de bouw van een kapel. Tegelijkertijd kwam in Sint-Petersburg de gedachte op om voor de gevallen Russen tijdens de Volkenslag een herdenkingskerk op te richten en deze kerk tijdens de 100-jarige herdenking van de slag in te wijden. In 1910 werd voor dit doel een comité gevormd onder leiding van grootvorst  Michaël Aleksandrovitsj van Rusland. De autoriteiten van de stad Leipzig stelden hiervoor aan de rand van het slagveld een terrein van 2,5 hectare ter beschikking. 

## Geschiedenis
Op 28 december 1912 werd begonnen met de bouw door het leggen van de eerste steen. Hierbij waren vertegenwoordigers van de protestantse en rooms-katholieke kerken, stadsautoriteiten en de Russische minister van oorlog Vladimir Alexandrovitsj Soekhomlinov aanwezig. Ontwerper van de kerk was Vladimir Alexandrovitsj Pokrovski die zich liet inspireren door de in de jaren 1530–1532 gebouwde Opstandingskerk in Moskou-Kolomenskoje. De bouw werd geleid door Pokrovski zelf met de hulp van Georg Weidenbach en Richard Chammer.
De kerk en de decoratie ervan kwam binnen acht maanden tot stand en werden uitgevoerd door Russen die voor dit doel naar Duitsland waren gereisd. Op 17 oktober 1913 werd de Kerk van de Heilige Alexis ingewijd. Bij de plechtigheid waren keizer Wilhelm, de laatste koning van Saksen, Frederik Agust, grootvorst Kirill Vladimirovitsj van Rusland en vertegenwoordigers van de landen van de coalitie aanwezig. De bovenkerk werd gewijd aan de heilige Alexis. In de aan de heilige Pantaleon gewijde benedenkerk kregen plaquettes met de namen van de soldaten en officiers een plaats. De kerk werd een filiaalkerk van de russisch-orthodoxe parochie van Dresden.
Het kerkgebouw bleef niet lang geopend. Bij het uitbreken van de Eerste Wereldoorlog werd het kerkgebouw gesloten en de toegang dichtgemetseld. Na de Eerste Wereldoorlog werd de kerk heropend. Tijdens de Tweede Wereldoorlog bood het gebouw tijdens bombardementen een schuilplaats voor omwonenden. In verband met de historische betekenis van de kerk stond de Sovjet-bezetting noodreparaties aan het kerkgebouw toe. In 1963 werd een grondige restauratie uitgevoerd en nieuwe vergulde koepels teruggeplaatst. het was de in de DDR gestationeerde Sovjetmilitairen toegestaan om de kerk te bezoeken.
In de jaren 1988–1989 werd het exterieur van de kerk gerestaureerd. Ter gelegenheid van het 200-jarige jubileum in oktober 2013 werden er recentelijk renovaties aan de kerk uitgevoerd.

## Beschrijving
De totale hoogte van het de in de vorm van een tentkerk gebouwde godshuis is 65 meter. Het tentdak wordt bekroond met een uivormige koepel met een kruis. Boven het portaal van de bovenkerk bevindt zich een klokkentoren, bekroond met een kleine koepel. In de muur van de klokkentoren bevindt zich een mozaïek van het Heilig Gezicht van de Verlosser, geflankeerd door de vergulde reliëfs van engelen. De zeven klokken in de toren werden gegoten uit wapentuig dat tijdens de gevechten van 1813 werd gebruikt. Het gebouw wordt omringd door een galerij met acht lampen die kandelaren moeten symboliseren. Bij de hoofdingang naar de benedenkerk zijn twee marmeren platen geplaatst met in het Russisch en het Duits de aantallen te betreuren gevallenen van Rusland, Pruisen, Oostenrijk en Zweden in de slag tegen het Franse leger van Napoleon. 
De binnenruimte van de belangrijkste kerk is 35 meter hoog en biedt plaats aan 200 gelovigen. Het interieur werd niet beschilderd en heeft een 18 meter hoge en zeven geledingen tellende iconostase van donker eiken, een geschenk van de Don-Kozakken. De iconen werden in de 17e-eeuwse stijl geschilderd. De grote kroonluchter met vijf rijen verlichting werd geschonken door afgevaardigden van de Doema en Moskouse kooplieden.

## Crypte
Tegenover de kerk bevindt zich een kleine crypte. Hier worden de stoffelijke resten bewaard van de Russische soldaten die tijdens de slag omkwamen. In de crypte hangen een aantal iconen, portretten van de tsaar Alexander I van Rusland, veldmaarschalk Michail Koetoezov en twee officiers. Naast het portret van Koetoezov hangt de Russische vlag en een geweer van een soldaat, dat werd gevonden toen de graven van de gevallen soldaten werden geopend voor de herbegrafenis in de crypte. 

## Referentie
- (de) Website Herdenkingskerk van de Heilige Alexis, Leipzig